# 珠海有轨电车1号线
珠海有轨电车1號線，是廣東省珠海市的一条已停运拆除的现代有轨电车线路，从2017年6月13日正式试运营至2021年1月22日停运，共运营1263日（新冠肺炎疫情期间曾停运54日），总客流463万人次，日均3664人次。

## 歷史
2013年7月，珠海市交通运输局宣布将于2013年9月开工建设珠海现代有轨电车1号线项目。
2013年9月8日，珠海现代有轨电车1号线首期工程建设正式开工；12月25日，珠海有轨电车上冲小镇站TOD小镇首期工程开工。
2014年6月24日，1号线轨道进入预铺设阶段。2014年11月7日，有轨电车車廂正式上軌。
2015年12月28日，珠海现代有轨电车1号线举行试乘活动，首次邀请乘客全程体验运行线路。
2016年11月11日，珠海现代有轨电车1号线试运行。
2017年6月13日9时，珠海现代有轨电车1号线正式试运营。首列电车将从始发站上冲小镇站发出，始发站首末班时间为7:00-20:00，终点站水拥坑（海天公园）站首末班时间为7:35-20:35，初期上线5列车，全天发车122列次，行车间隔约为13分钟。试运营期间乘客可免费乘车，试运营首周向市民发放14万张乘车纪念券；7月13日，列车发车间隔从原先的13分钟调整至12分20秒，全天增加发车6列次；10月13日，珠海现代有轨电车1号线正式對外售票运营。
2018年3月13日，珠海现代有轨电车1号线延长服务时间，提前半小时开始运营，上冲小镇站首/末班车发车时间调整为06:30/20:05，海天公园（水拥坑）站首/末班车发车时间调整为07:00/20:35，班次间隔从12分20秒调至12分10秒，全天增加8个列次。2018年12月5日起，试行增开早晚高峰期电车，期间最小行车间隔缩短为10分50秒，13日起，正式执行优化版运营时刻表，增开早晚高峰电车。
2020年1月23日，受新冠肺炎疫情防控影响，珠海现代有轨电车1号线暂停运行，3月20日恢复运营服务。11月11日起，有轨电车1号线延长服务时间，上冲小镇站首/末班车发车时间调整为06:30/20:30，海天公园（水拥坑）站首/末班车发车时间调整为07:00/21:05，工作日计划开行运营列次增加至106列次，非工作日计划开行运营列次增加至98列次。12月28日，珠海现代有轨电车1号线开始采用降级模式运营，上冲小镇站首/末班车发车时间调整为06:30/19:30，海天公园（水拥坑）站首/末班车发车时间调整为07:00/20:05。
2021年1月22日，因加强新冠肺炎疫情防控，消除安全隐患，开展安全检查”，珠海现代有轨电车1号线再次暂停运行。同日，珠海公交前山分公司新开通珠海公交17A路线公交车，该线路走向与珠海有轨电车1号线完全相同。
2022年1月，珠海有轨电车1号线确定拆除。设备拆除后，线路所行經的梅华路将释放8米道路空间，由现状双向6车道调整为双向8车道，上冲车辆段后续将改造为兼具备公交换乘和停车等功能的公交枢纽。

## 车站及车辆情况

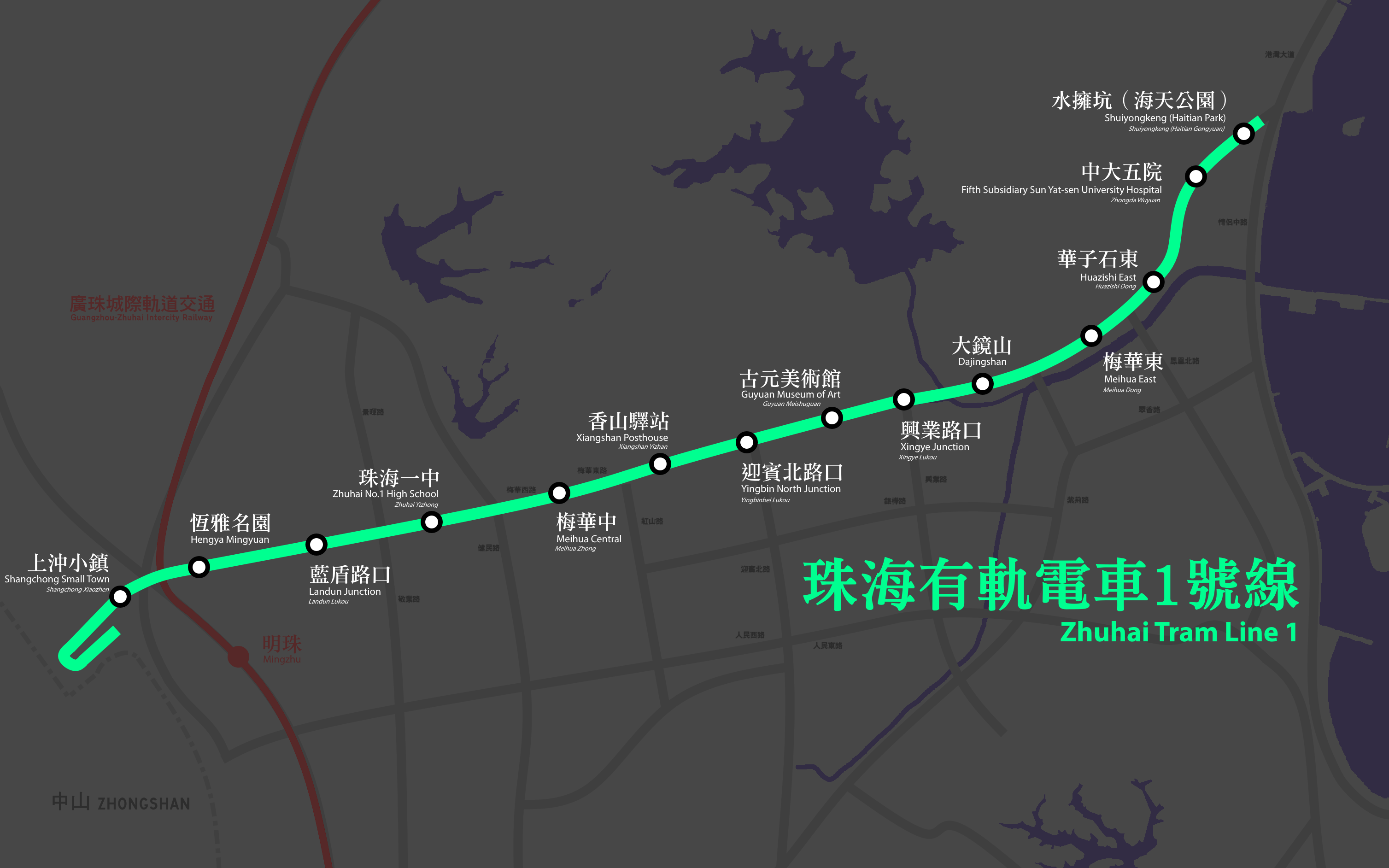
有轨电车线路图

珠海有轨电车1号线共分二期工程进行建设。首期线路起点为上冲车辆段西侧的上冲小镇站，向东跨过规划河道、平面穿越规划路及西侧地块，接入梅华立交后，沿梅华西路、梅华东路走行，终点为梅华东路、情侣路路口的水拥坑（海天公园）站。线路长度8.917公里，共设14个站点，其中岛式站台9个，进出岛式车站时，需利用地下通道进出。平均站间距0.725公里。设置停车场一处，位于上冲小镇内。二期工程全线计划设车站13座，沿线经健民路、三台石路、前河北路、前山立交南、粤海路、桂花南路，终点位于珠海站。其中前山城际站和珠海站分别与广珠城际的前山站、珠海站换乘，但二期計劃最終擱置。
线路所使用车辆由中车大连机车车辆有限公司制造，原型车为意大利安薩爾多百瑞達（被日立并购后称日立軌道義大利）制造的Sirio系列低地台電車，採用5節車廂编组。1号线首期配车12列，因部分车辆长期缺件不能运营，能满足上线运营条件的车辆数为8列。每列有轨电车两侧各有5扇上下客门，其中双开门共3扇，单开门2扇。

## 供电系统情况
供电系统采用集中供电方式，供电电压采用10kV。全线共设6座变电所。其中：正线5座，采用箱式变电所型式；车辆段1座，采用房屋变电所型式。根据本工程线路定位及线路周边特点，本工程在正线范围为内采用地面供电系统（TramWave），全线长约8.722双线正线公里；在车辆段采用架空接触网。

## 票价
采用一票制形式，票价为1元/人次。

## 拆除
珠海有轨电车1号线自项目立项以来爭議不斷，被不少珠海市民批评“车次少、车站多、车速慢、红绿灯等待时间长、换乘麻烦”，运行以来客流量一直不尽如人意。截至2018年底，珠海有轨电车1号线日均客流4116人次，截至2020年底，日均客流已降至3378人次（2020年、2021年日均客流量分别为2615、2830人次），客流强度每日每公里404人次，仅为预测客流强度（每日每公里7700人次）的二十分之一，而第三轨地面供电技术缺陷至今仍未克服，儘管持续进行技术改造，但实际运用成效均不明显，短路故障、渗水漏电等情况时有发生，供电系统故障率呈曲线上升趋势，已超過《有轨电车试运营基本条件》“供电系统故障率应不高于0.05次/千列公里”的要求。首期自开通试运营至2020年底票款收入合计387万元，财政补贴拨款1.79亿元，加上项目每年折旧费约4700多万元，年均运营成本约9100多万元，运输成本（含资产折旧）约每人次67元，遠超常规公交每人次运输成本。8列有轨电车车辆均已达到架修年限，架修费用约2880万元，巨大支出為地方財政帶來沉重負擔。
早在2019年珠海市就曾对有轨电车1号线是否拆除进行评估。2021年的珠海两会上，珠海市政协委员王迎奎、徐超龙、饶小毛联名建议珠海市委市政府“放下包袱，面对现实，早日拆除珠海有轨电车一号线”。2021年4月，珠海市交通运输局對有轨电车1号线首期项目处置公開徵求意見，拆除意見占比68.5%，在5月31日举行的珠海市现代有轨电车1号线首期项目处置重大行政决策听证会上，绝大部分代表支持拆除有轨电车1号线。2022年1月，珠海有轨电车1号线已确定拆除。
而另一方面，线路车辆设备提供方中车大连则一直反对拆除。2021年春节后，中车大连曾派出工作组到珠海，为说服珠海保留1号线，从维护成本、城市规划、改善交通等角度给出综合解决方案，但无功而返。2024年1月，有消息称中车大连正与珠海市交通主管部门接洽，希望自组运营团队，重新运营已停运三年的珠海有轨电车。
2024年5月7日，珠海市发布《关于有轨电车1号线终止运营及开展梅华路路面修复工程事项的通告》，正式决定拆除有轨1号线相关设备。

## 圖庫

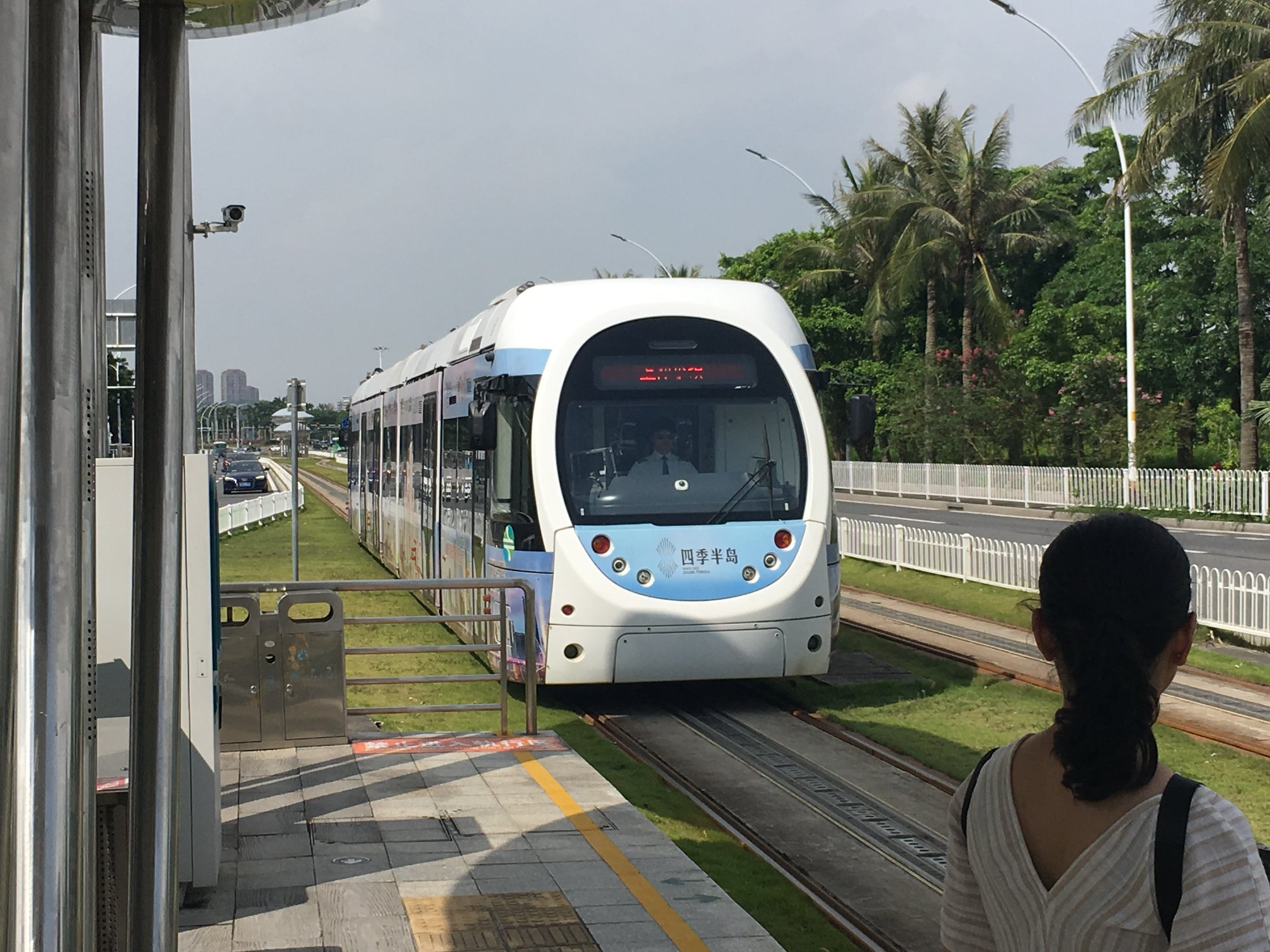
列车驶入中大五院站
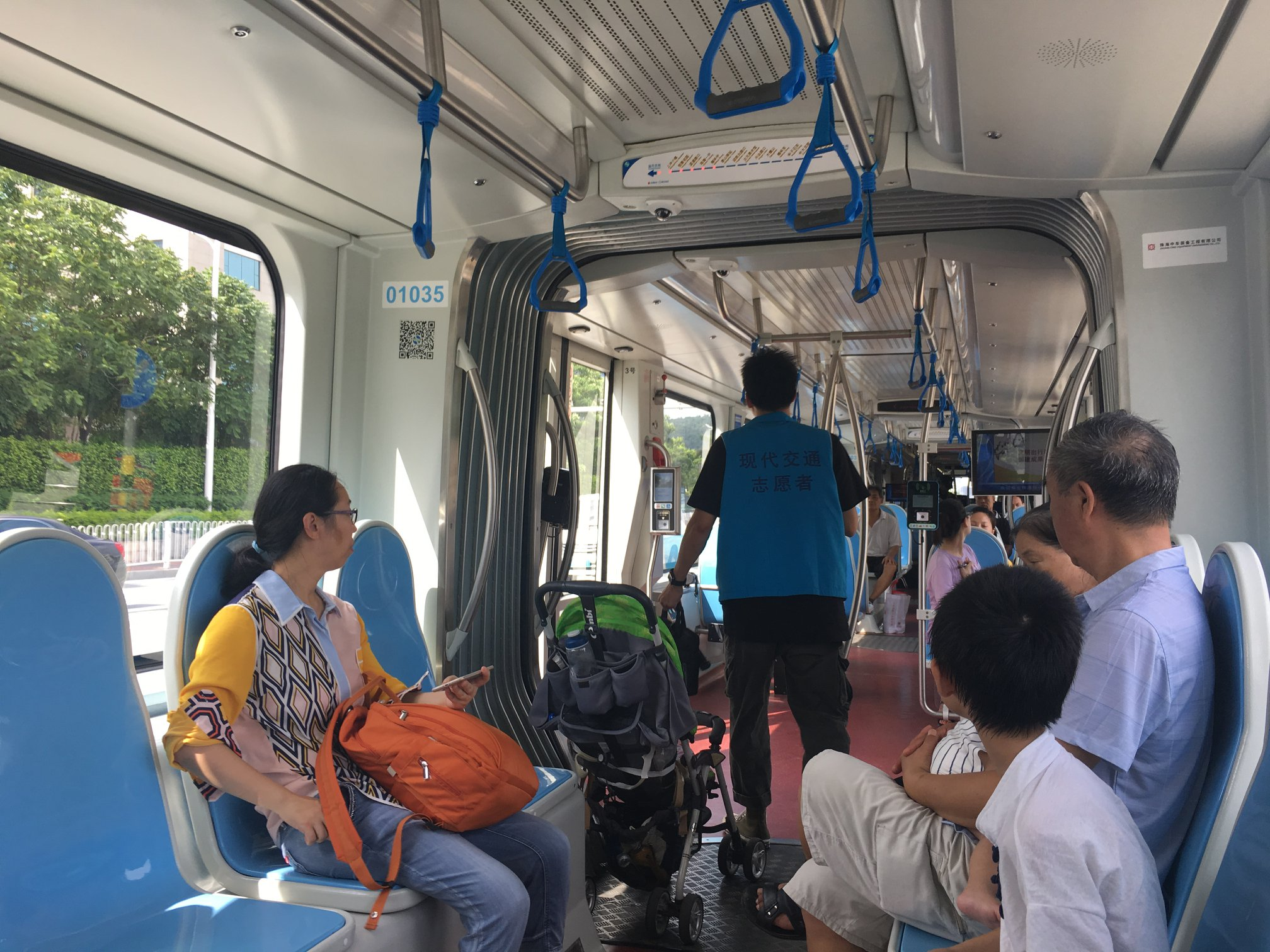
车厢内部
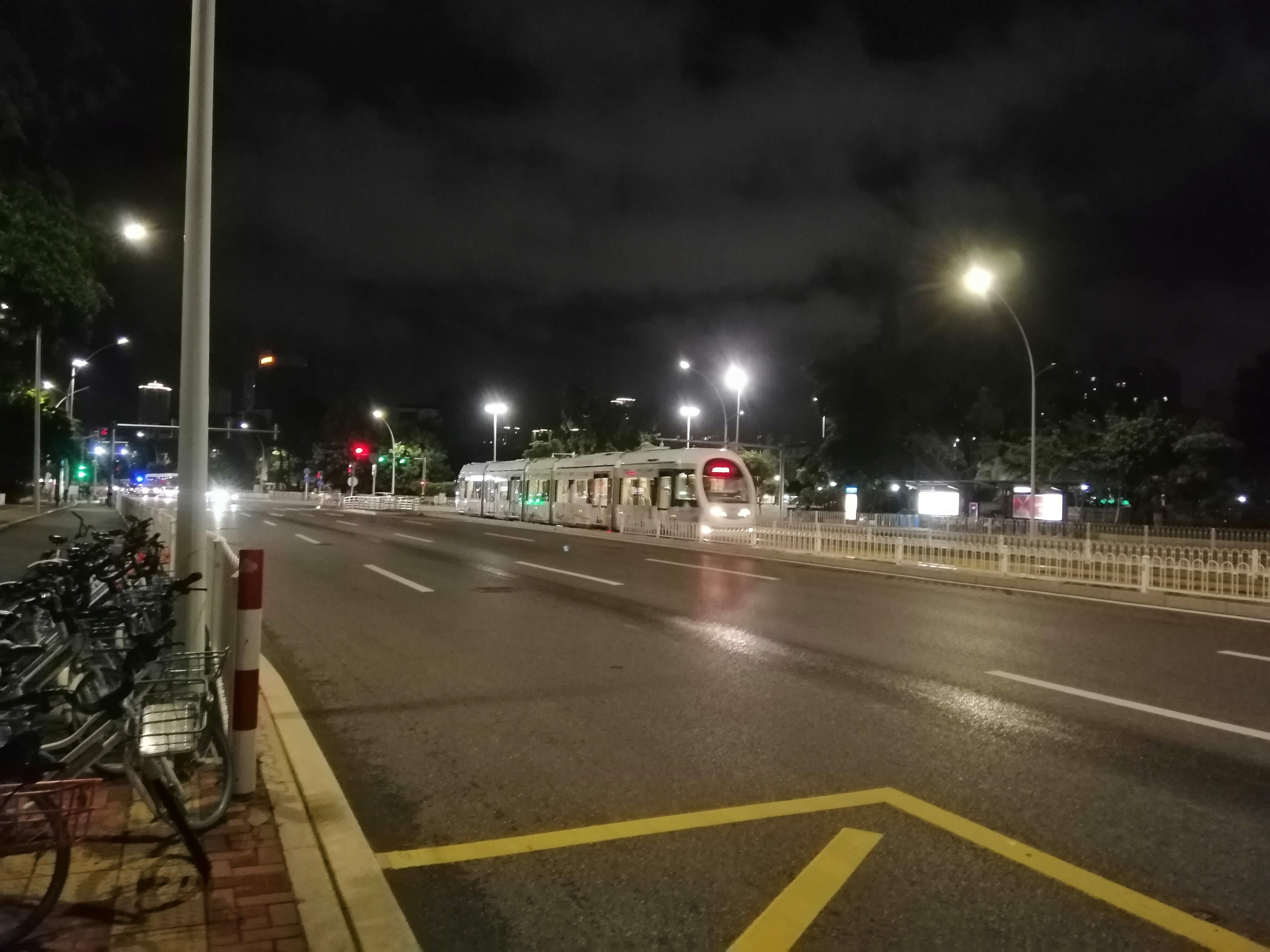
晚間行駛中的列車